# Cykelspåret

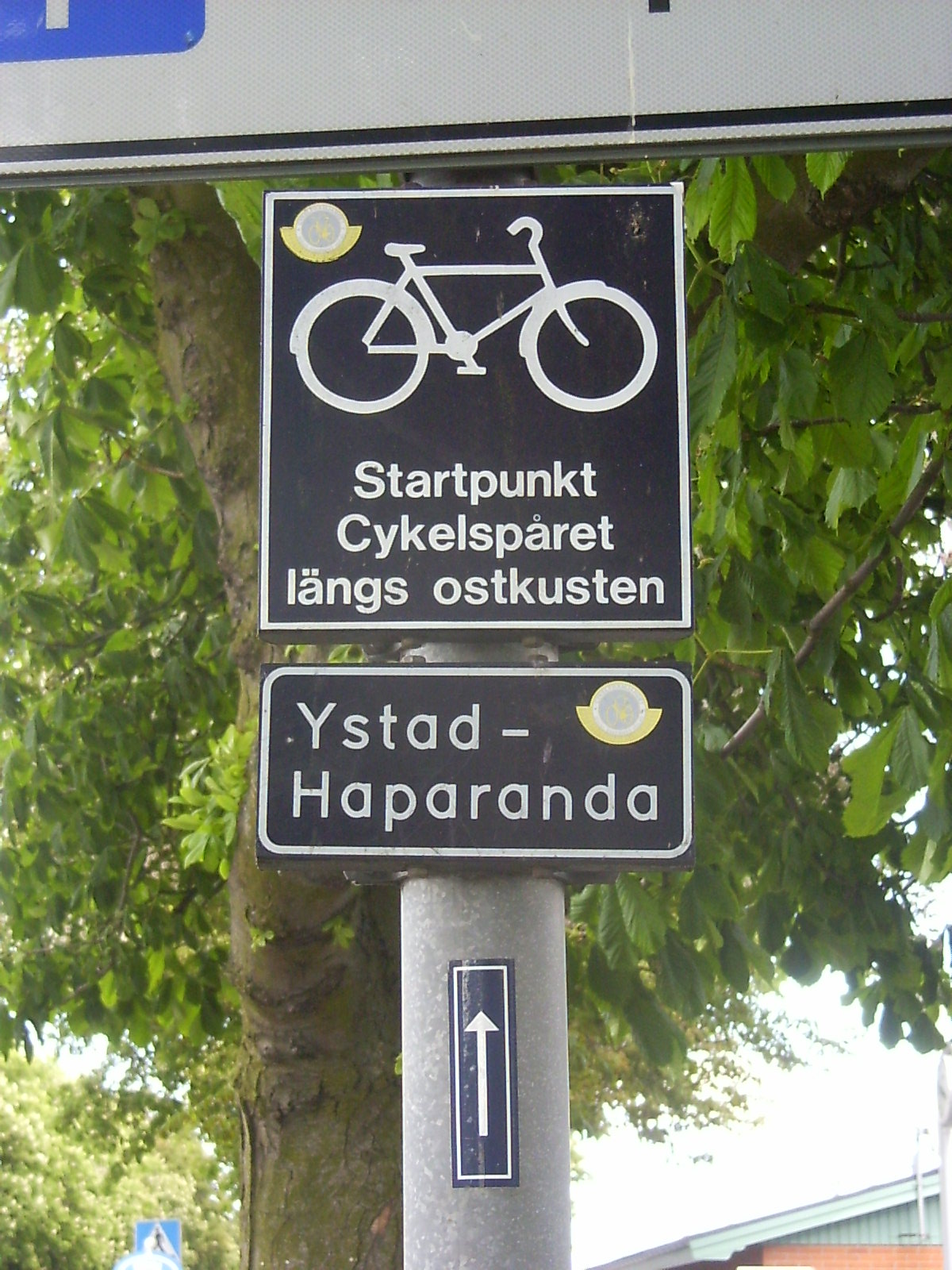
Cykelspårets startpunkt i Ystad

Cykelspåret är en cykelled som följer Sveriges kuster. Huvudsträckningen är kring 2 500 kilometer lång och går mellan Ystad och Haparanda. Leden anlades av Cykelfrämjandet.